# Port lotniczy Awang
Port lotniczy Awang (IATA: CBO, ICAO: RPMC) – międzynarodowy port lotniczy położony w Cotabato, na Filipinach.

## Linie lotnicze i połączenia
| Linia Lotnicza     | Kierunek                       |
| ------------------ | ------------------------------ |
| Bangsamoro Airways | 1. Jolo 2. Zamboanga           |
| PAL Express        | 1. Cebu 2. Manila 3. Tawi-Tawi |